# José Gomes Portinho
José Gomes Portinho, primeiro barão de Cruz Alta (Cachoeira do Sul, 1 de setembro de 1814 - 8 de agosto de 1886) foi um militar e político brasileiro.

## Biografia
Era tropeiro quando do início da Revolução Farroupilha, tendo nela ingressado no lado farrapo.
Já terminada a guerra, em 1848 o general Andréa, barão de Cacapava, que era presidente da província, lhe ofereceu um posto de coronel comandante da Guarda Nacional de Cachoeira do Sul, Caçapava e Santa Maria da Boca do Monte, ao qual recusou, alegando que não era do seu feitio comandar homens armados em tempo de paz. Só concordou mais tarde, estando a província ameaçada pela Guerra contra Rosas. Depois serviu novamente na Guerra do Paraguai, onde algumas vezes foi incumbido de compras de cavalos e gado.
No Paraguai recusou o título de barão de Vila Rica, oferecido pelo visconde do Rio Branco. Em 1878, aceita o título de barão de Cruz Alta.
Casado com Senhorinha Branca Sertório, foi pai de oito filhos, entre eles Felipe Neri Portinho e Luísa Neri Portinho.
Tinha a medalha de Paissandu.